# Monopeltis jugularis
Monopeltis jugularis är en ödleart som beskrevs av  Peters 1880. Monopeltis jugularis ingår i släktet Monopeltis och familjen Amphisbaenidae. IUCN kategoriserar arten globalt som otillräckligt studerad. Inga underarter finns listade i Catalogue of Life.